# Диме Шикев
Диме Шикев е български хайдутин от Прилепско от втората половина на XIX век.

## Биография
Шикев е роден в Прилеп, в Османската империя, днес Северна Македония. Към 1876 година става хайдутин и действа в Прилепско. В 1879 година с дружина от бабунските села Степанци, Небрегово, Присад, в която влизат и Ефтим Фотич и гъркът от Корча Спиро Тенекеджия Диме Шикев напада пощата, пътуваща от Велес за Прилеп, убива 5-6 души от стражата и обира 5000 – 6000 лири. Част от парите раздава на селяните, а по-голямата част си поделя със Спиро Тенекеджия и след това се оттегля в Сърбия.